# Chisseaux
Chisseaux est une commune française du département d'Indre-et-Loire, en région Centre-Val de Loire.

## Géographie
Village situé sur la rive droite du Cher.
|                   | Souvigny-de-Touraine |                                             |
| Chenonceaux       | Chisseaux            | Chissay-en-Touraine Loir-et-Cher            |
| Le Cher Francueil |                      | Le Cher Saint-Georges-sur-Cher Loir-et-Cher |

### Climat
Pour des articles plus généraux, voir Climat du Centre-Val de Loire et Climat d'Indre-et-Loire.
En 2010, le climat de la commune est de type climat océanique dégradé des plaines du Centre et du Nord, selon une étude du CNRS s'appuyant sur une série de données couvrant la période 1971-2000. En 2020, Météo-France publie une typologie des climats de la France métropolitaine dans laquelle la commune est exposée à un climat océanique altéré et est dans la région climatique Moyenne vallée de la Loire, caractérisée par une bonne insolation (1 850 h/an) et un été peu pluvieux.
Pour la période 1971-2000, la température annuelle moyenne est de 10,9 °C, avec une amplitude thermique annuelle de 15,2 °C. Le cumul annuel moyen de précipitations est de 688 mm, avec 10,6 jours de précipitations en janvier et 7 jours en juillet. Pour la période 1991-2020, la température moyenne annuelle observée sur la station météorologique de Météo-France la plus proche, sur la commune de Sublaines à 11 km à vol d'oiseau, est de 12,1 °C et le cumul annuel moyen de précipitations est de 647,3 mm,. Pour l'avenir, les paramètres climatiques de la commune estimés pour 2050 selon différents scénarios d'émission de gaz à effet de serre sont consultables sur un site dédié publié par Météo-France en novembre 2022.

## Urbanisme

### Typologie
Au 1er janvier 2024, Chisseaux est catégorisée commune rurale à habitat dispersé, selon la nouvelle grille communale de densité à sept niveaux définie par l'Insee en 2022.
Elle est située hors unité urbaine. Par ailleurs la commune fait partie de l'aire d'attraction de Tours, dont elle est une commune de la couronne,. Cette aire, qui regroupe 162 communes, est catégorisée dans les aires de 200 000 à moins de 700 000 habitants,.

### Occupation des sols
L'occupation des sols de la commune, telle qu'elle ressort de la base de données européenne d’occupation biophysique des sols Corine Land Cover (CLC), est marquée par l'importance des forêts et milieux semi-naturels (46,5 % en 2018), une proportion identique à celle de 1990 (46,5 %). La répartition détaillée en 2018 est la suivante : 
forêts (46,5 %), terres arables (22,7 %), zones agricoles hétérogènes (13,5 %), cultures permanentes (9,9 %), zones urbanisées (5,4 %), eaux continentales (1,9 %). L'évolution de l’occupation des sols de la commune et de ses infrastructures peut être observée sur les différentes représentations cartographiques du territoire : la carte de Cassini (XVIIIe siècle), la carte d'état-major (1820-1866) et les cartes ou photos aériennes de l'IGN pour la période actuelle (1950 à aujourd'hui).

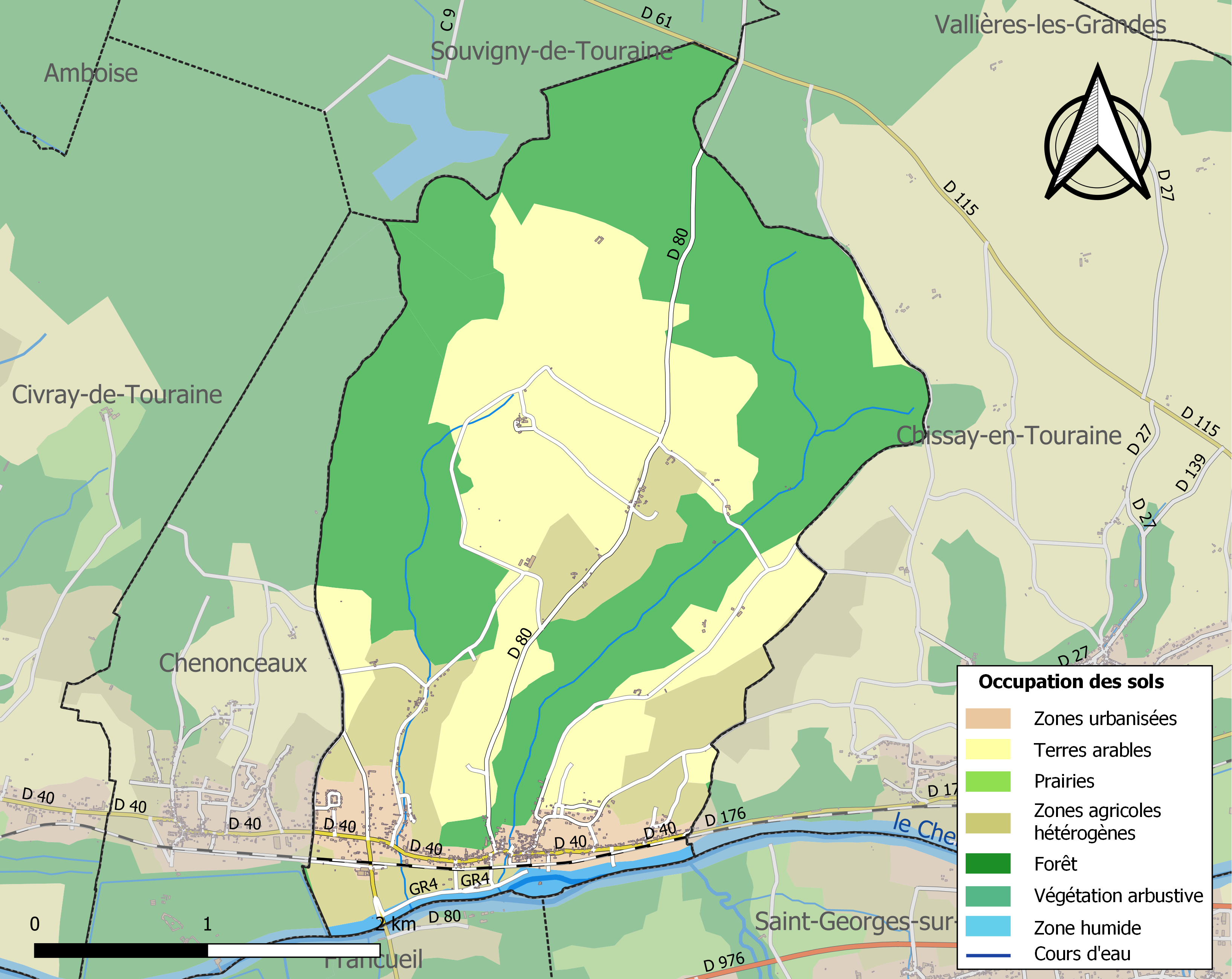
Carte des infrastructures et de l'occupation des sols de la commune en 2018 (CLC).

### Risques majeurs
Le territoire de la commune de Chisseaux est vulnérable à différents aléas naturels : météorologiques (tempête, orage, neige, grand froid, canicule ou sécheresse), inondations, feux de forêts et séisme (sismicité faible). Un site publié par le BRGM permet d'évaluer simplement et rapidement les risques d'un bien localisé soit par son adresse soit par le numéro de sa parcelle.
Certaines parties du territoire communal sont susceptibles d’être affectées par le risque d’inondation par débordement de cours d'eau, notamment le Cher. La commune a été reconnue en état de catastrophe naturelle au titre des dommages causés par les inondations et coulées de boue survenues en 1982, 1999 et 2016,.
Pour anticiper une remontée des risques de feux de forêt et de végétation vers le nord de la France en lien avec le dérèglement climatique, les services de l’État en région Centre-Val de Loire (DREAL, DRAAF, DDT) avec les SDIS ont réalisé en 2021 un atlas régional du risque de feux de forêt, permettant d’améliorer la connaissance sur les massifs les plus exposés. La commune, étant pour partie dans le massif d'Amboise, est classée au niveau de risque 3, sur une échelle qui en comporte quatre (1 étant le niveau maximal).

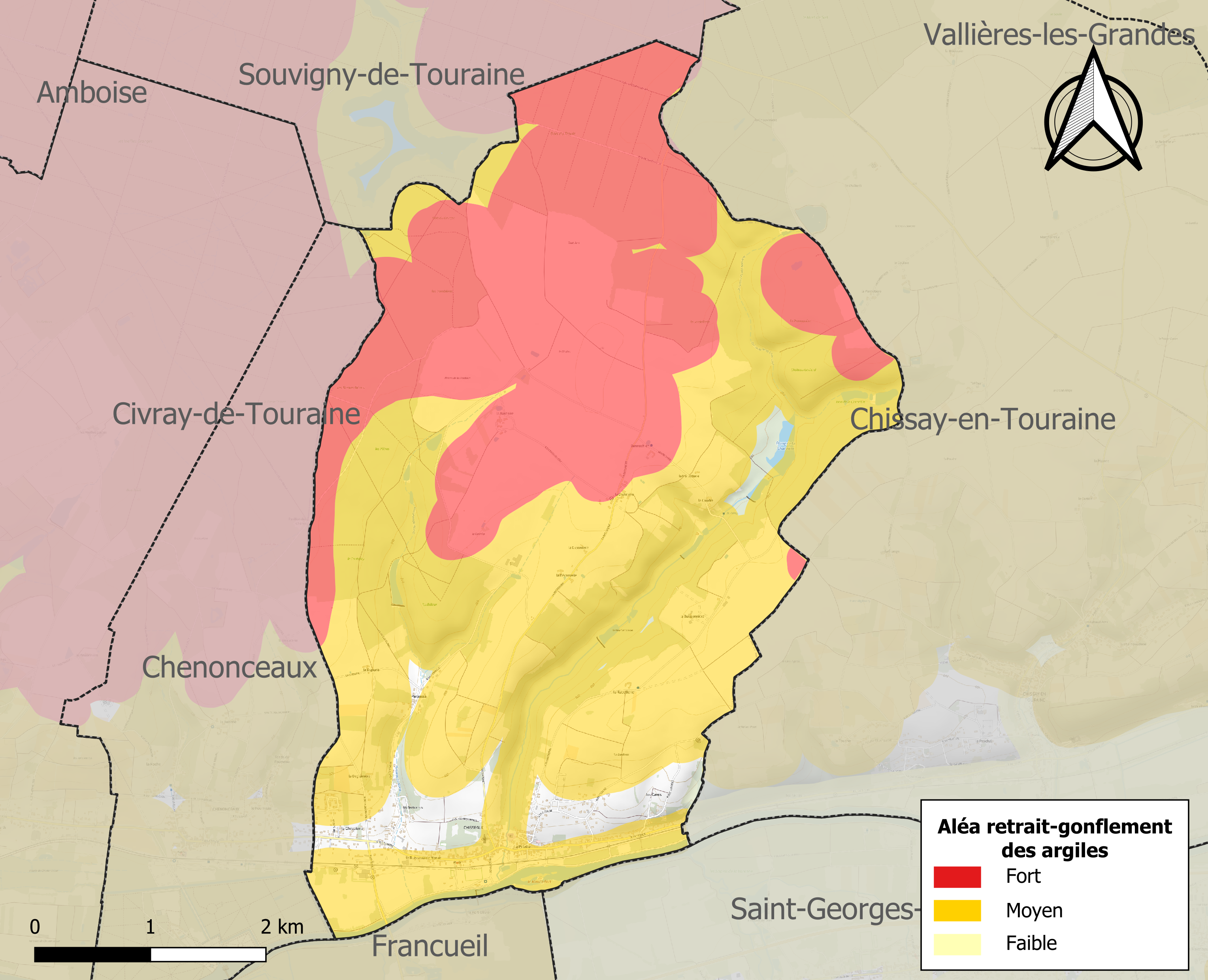
Carte des zones d'aléa retrait-gonflement des sols argileux de Chisseaux.

Le retrait-gonflement des sols argileux est susceptible d'engendrer des dommages importants aux bâtiments en cas d’alternance de périodes de sécheresse et de pluie. 94,4 % de la superficie communale est en aléa moyen ou fort (90,2 % au niveau départemental et 48,5 % au niveau national). Sur les 385 bâtiments dénombrés sur la commune en 2019, 275 sont en aléa moyen ou fort, soit 71 %, à comparer aux 91 % au niveau départemental et 54 % au niveau national. Une cartographie de l'exposition du territoire national au retrait gonflement des sols argileux est disponible sur le site du BRGM,.
Concernant les mouvements de terrains, la commune a été reconnue en état de catastrophe naturelle au titre des dommages causés par des mouvements de terrain en 1999.

## Histoire
Village mentionné dès le Ve siècle.

## Politique et administration
| Période                                  | Période   | Identité        | Étiquette | Qualité                    |
| ---------------------------------------- | --------- | --------------- | --------- | -------------------------- |
| avant 1981                               | ?         | Yves Rio        |           |                            |
| 1983                                     | mars 2008 | Gilles Guignard | DVD       | Entrepreneur de maçonnerie |
| mars 2008                                | En cours  | Franck Augias   | DVD       | Artisan                    |
| Les données manquantes sont à compléter. |           |                 |           |                            |

## Population et société

### Démographie
L'évolution du nombre d'habitants est connue à travers les recensements de la population effectués dans la commune depuis 1793. Pour les communes de moins de 10 000 habitants, une enquête de recensement portant sur toute la population est réalisée tous les cinq ans, les populations de référence des années intermédiaires étant quant à elles estimées par interpolation ou extrapolation. Pour la commune, le premier recensement exhaustif entrant dans le cadre du nouveau dispositif a été réalisé en 2008.

En 2022, la commune comptait 590 habitants, en évolution de −3,44 % par rapport à 2016 (Indre-et-Loire : +1,67 %, France hors Mayotte : +2,11 %).
| 1793 | 1800 | 1806 | 1821 | 1831 | 1836 | 1841 | 1846 | 1851 |
| ---- | ---- | ---- | ---- | ---- | ---- | ---- | ---- | ---- |
| 468  | 560  | 475  | 562  | 623  | 611  | 635  | 672  | 664  |

| 1856 | 1861 | 1866 | 1872 | 1876 | 1881 | 1886 | 1891 | 1896 |
| ---- | ---- | ---- | ---- | ---- | ---- | ---- | ---- | ---- |
| 670  | 717  | 715  | 700  | 716  | 734  | 740  | 699  | 675  |

| 1901 | 1906 | 1911 | 1921 | 1926 | 1931 | 1936 | 1946 | 1954 |
| ---- | ---- | ---- | ---- | ---- | ---- | ---- | ---- | ---- |
| 606  | 602  | 578  | 613  | 506  | 489  | 501  | 570  | 558  |

| 1962 | 1968 | 1975 | 1982 | 1990 | 1999 | 2006 | 2008 | 2013 |
| ---- | ---- | ---- | ---- | ---- | ---- | ---- | ---- | ---- |
| 613  | 618  | 612  | 519  | 522  | 575  | 615  | 627  | 630  |

| 2018 | 2022 | - | - | - | - | - | - | - |
| ---- | ---- | - | - | - | - | - | - | - |
| 584  | 590  | - | - | - | - | - | - | - |

### Enseignement
Chisseaux se situe dans l'Académie d'Orléans-Tours (Zone B) et dans la circonscription d'Amboise.
L'école maternelle accueille les élèves de la commune jusqu'à la GS.

## Culture locale et patrimoine

### Lieux et monuments
- L'église Saint-Pierre fait l'objet d'une inscription au titre des monuments historiques depuis 1947[22]. La peinture monumentale de la nef représentant le Cène est, quant à elle, classée.
- Château de Chisseaux, Renaissance.
- Moulin-Fort, moulin fortifié du XVIe siècle.

### Héraldique
| Blason de Chisseaux | Blason  | D'azur à deux clés d'argent passées en sautoir, surmontées de trois besants d'or chargés chacun d'une tête de Minerve au trait de sable et rangés en chef; à la bordure componée d'argent et de gueules. |
| Blason de Chisseaux | Détails | Le statut officiel du blason reste à déterminer. |